# استان مات
مات (به آلبانیایی: Rrethi i Matit) یکی از استان‌های سی‌وشش‌گانه‌ی کشور آلبانی است. نام آن از رود مات گرفته شده‌است.
مرکز این استان شهر بورل است.